# Fran Beltrán
Francisco José Beltrán Peinado ou plus simplement Fran Beltrán, né le 3 février 1999 à Madrid en Espagne, est un footballeur international espagnol qui évolue au poste de milieu central au RC Celta.

## Biographie

### Rayo Vallecano
Né à Madrid en Espagne, Fran Beltrán est formé dans les équipes de jeunes du Getafe CF avant de rejoindre le Rayo Vallecano en 2013 pour y poursuivre sa formation. D'abord membre de l'équipe B, il est intégré à l'équipe première lors de l'été 2016 par l'entraîneur José Ramón Sandoval où il est le joueur le plus utilisé lors des matchs amicaux de pré-saison. Il fait ses débuts avec l'équipe première lors de la saison 2016-2017, alors que le club évolue en deuxième division. Il joue son premier match lors de la première journée, le 20 août 2016, où le Rayo affronte l'Elche CF. Son équipe s'incline sur le score de deux buts à un. Le 29 octobre de la même année, il inscrit son premier but lors d'une défaite par trois buts à deux du Rayo Vallecano face au CD Tenerife. Il devient, au cours de cette saison, un membre important de l'équipe.
Lors de la saison 2017-2018, il est titulaire et contribue grandement au titre de champion de deuxième division, et donc à la montée du Rayo Vallecano dans l'élite du football espagnol.

### Celta de Vigo
Malgré la montée du Rayo Vallecano en première division, Fran Beltrán ne découvre cependant pas la Liga avec son club formateur, mais avec le Celta de Vigo, qui l'engage le 1er août 2018 pour un montant de huit millions d'euros et un contrat courant jusqu'en juin 2023. 
Il s'impose directement comme titulaire, débutant dès le premier match de championnat contre l'Espanyol de Barcelone, le 18 août 2018 (1-1 score final). Le 7 janvier 2019, il marque son premier but en Liga, lors d'une défaite des siens contre l'Athletic Bilbao (1-2).
Beltrán se fait remarquer le 7 mars 2021 en inscrivant le but vainqueur de son équipe sur la pelouse de la SD Huesca, en championnat. Titularisé, il marque le dernier but d'une rencontre riches en buts (3-4 score final).
Le 13 janvier 2022, Fran Beltrán prolonge son contrat avec le Celta Vigo jusqu'en juin 2026.

### En sélection nationale
Fran Beltrán commence sa carrière internationale avec l'équipe d'Espagne des moins de 17 ans. Il joue un seul match avec cette sélection, le 10 février 2016, lors d'une victoire contre la Grèce (1-2 score final).
Avec les moins de 19 ans, il participe aux éliminatoires du championnat d'Europe des moins de 19 ans 2018. Il enregistre notamment une victoire contre la Belgique.
Le 14 novembre 2018, Fran Beltrán honore sa première sélection avec l'équipe d'Espagne espoirs, en étant titularisé contre le Danemark. Il entre en jeu à la place de Marc Roca et son équipe remporte le match 4 buts à 1.
Il honore sa première sélection en équipe d'Espagne le 8 juin 2021 face à la Lituanie, rentrant en jeu lors de la 74e minute de cette rencontre amicale. Cette rencontre est particulière en raison de l'équipe essentiellement composée d'espoirs à cause d'un cas de Covid-19 dans l'effectif espagnol ; cette équipe remportera néanmoins la rencontre sur le score de 4 à 0,.

## Statistiques
| Saison                | Club                  | Championnat           | Championnat | Championnat | Coupe(s) nationale(s) | Coupe(s) nationale(s) | Compétition(s) continentale(s) | Compétition(s) continentale(s) | Compétition(s) continentale(s) | Total | Total |
| Saison                | Club                  | Division              | M.          | B.          | M.                    | B.                    | Comp.                          | M.                             | B.                             | M.    | B.    |
| 2016-2017             | Rayo Vallecano        | Liga 2                | 31          | 1           | 2                     | 0                     | -                              | -                              | -                              | 33    | 1     |
| 2017-2018             | Rayo Vallecano        | Liga 2                | 40          | 0           | 1                     | 0                     | -                              | -                              | -                              | 41    | 0     |
| Sous-total            | Sous-total            | Sous-total            | 71          | 1           | 3                     | 0                     | -                              | -                              | -                              | 74    | 1     |
| 2018-2019             | Celta de Vigo         | Liga                  | 30          | 1           | 2                     | 0                     | -                              | -                              | -                              | 32    | 1     |
| 2019-2020             | Celta de Vigo         | Liga                  | 28          | 1           | 2                     | 0                     | -                              | -                              | -                              | 30    | 1     |
| 2020-2021             | Celta de Vigo         | Liga                  | 32          | 3           | 2                     | 0                     | -                              | -                              | -                              | 34    | 3     |
| 2021-2022             | Celta de Vigo         | Liga                  | 37          | 1           | 2                     | 0                     | -                              | -                              | -                              | 39    | 1     |
| 2022-2023             | Celta de Vigo         | Liga                  | 37          | 0           | 2                     | 0                     | -                              | -                              | -                              | 39    | 0     |
| 2023-2024             | Celta de Vigo         | Liga                  | 19          | 0           | 4                     | 0                     | -                              | -                              | -                              | 23    | 0     |
| Sous-total            | Sous-total            | Sous-total            | 183         | 6           | 14                    | 0                     | -                              | -                              | -                              | 197   | 6     |
| Total sur la carrière | Total sur la carrière | Total sur la carrière | 254         | 7           | 17                    | 0                     | -                              | -                              | -                              | 271   | 7     |

## Palmarès
Rayo Vallecano
- Champion d'Espagne de deuxième division en 2017-2018.